# Rhamphomyia nigromaculata
Rhamphomyia nigromaculata är en tvåvingeart som beskrevs av Roser 1840. Rhamphomyia nigromaculata ingår i släktet Rhamphomyia och familjen dansflugor. Inga underarter finns listade i Catalogue of Life.